# Кабанн (лунный кратер)
Кратер Кабанн (лат. Cabannes) — древний ударный кратер в южной приполярной области обратной стороны Луны. Название присвоено в честь французского оптика Жана Кабанна (1885 — 1959) и утверждено Международным астрономическим союзом в 1970 г. Образование кратера относится к донектарскому периоду.

## Описание кратера
Ближайшими соседями кратера являются кратер Харет на северо-западе; кратер Бозе на севере; кратер Баба на севере-северо-востоке; кратер Беллинсгаузен, примыкающий к восточной части вала кратера Кабанн; кратер Берлаге на юго-востоке; кратер Антониади на юге и кратер Миннарт на юго-западе. Селенографические координаты центра кратера 61°14′ ю. ш. 170°13′ з. д. / 61,24° ю. ш. 170,21° з. д., диаметр 81,3 км, глубина 2,8 км>.
Кратер Кабанн расположен вблизи центра бассейна Южный полюс — Эйткен, имеет близкую к циркулярной форму и значительно разрушен за длительное время своего существования. Вал сглажен и перекрыт множеством кратеров различного размера,  юго-восточная часть вала перекрыта сателлитным кратером Кабанн J (см. ниже). Лучше всего сохранился северо-западный участок вала. Дно чаши сравнительно ровное, южная часть немного приподнята, в центре чаши расположен приметный небольшой кратер.

## Сателлитные кратеры
| Кабанн | Координаты                                              | Диаметр, км |
| ------ | ------------------------------------------------------- | ----------- |
| J      | 62°16′ ю. ш. 167°19′ з. д. / 62,26° ю. ш. 167,31° з. д. | 34,1        |
| M      | 64°19′ ю. ш. 170°13′ з. д. / 64,32° ю. ш. 170,21° з. д. | 47,9        |
| Q      | 63°30′ ю. ш. 174°52′ з. д. / 63,5° ю. ш. 174,87° з. д.  | 49,6        |

- Образование сателлитного кратера Кабанн Q относится к нектарскому периоду[5].

## См.также
- Список кратеров на Луне
- Лунный кратер
- Морфологический каталог кратеров Луны
- Планетная номенклатура
- Селенография
- Минералогия Луны
- Геология Луны
- Поздняя тяжёлая бомбардировка